# 石津朋之
石津 朋之（いしづ ともゆき、1962年 - ）は、日本の歴史学者。防衛省防衛研究所戦史研究センター長。専門は戦争学、平和学、国際政治史、20世紀の世界大戦史。

## 略歴
広島県生まれ。1985年獨協大学外国語学部英語学科卒業後、1988年ロンドン大学スクール・オブ・オリエンタル・アンド・アフリカン・スタディーズ大学院修士課程、1991年ロンドン大学キングス・カレッジ大学院修士課程を修了。ロンドン・スクール・オブ・エコノミクス大学院博士課程中退。
1993年防衛庁防衛研究所に入所。オックスフォード大学大学院国際関係学部スワイア・スカラー（1997 - 1999年）等を経て、2000年から現職。

## エピソード
2009年、「戦略研究学会」他の理事2名に圧力をかけ、機関誌論文の投稿原稿を執筆者に無断で書き変えさせたことが発覚。そのことにより、会員資格の停止処分を受けている。

## 著書
- 『リデルハートとリベラルな戦争観』（中央公論新社、2008年）
  - 『リデルハート　戦略家の生涯とリベラルな戦争観』（中公文庫、2020年）
- 『戦争学原論』（筑摩書房〈筑摩選書〉、2013年）
- 『大戦略の哲人たち』（日本経済新聞出版社、2013年）
  - 『大戦略の思想家たち』（日経ビジネス人文庫、2023年）
- 『総力戦としての第二次世界大戦　勝敗を決めた西方戦線の激闘を分析』（中央公論新社、2020年）
- 『戦争とロジスティクス』（日本経済新聞出版、2024年）
- 『軍事史としての第一次世界大戦　西部戦線の戦いとその戦略』（中央公論新社、2024年）
- 『10人の思想家から学ぶ軍事戦略入門』（平凡社新書、2025年2月）

### 編著
- 『戦争の本質と軍事力の諸相』（彩流社、2004年）
- 『名著で学ぶ戦争論』（日経ビジネス人文庫、2009年）

### 共著
- （加藤朗・道下徳成・長尾雄一郎）『現代戦略論――戦争は政治の手段か』（勁草書房、2000年）

### 共編著
- （戦略研究学会）『戦略論大系（4）リデルハート』（芙蓉書房、2002年）
- （ウィリアムソン・マーレー）『日米戦略思想史――日米関係の新しい視点』（彩流社、2005年）
- （立川京一・道下徳成・塚本勝也）『シリーズ軍事力の本質（1）エア・パワー――その理論と実践』（芙蓉書房、2005年）
- （ウィリアムソン・マーレー）『21世紀のエア・パワー――日本の安全保障を考える』（芙蓉書房、2006年）
- （立川京一・道下徳成・塚本勝也）『シリーズ軍事力の本質（2）シー・パワー――その理論と実践』（芙蓉書房、2008年）
- （清水多吉）『クラウゼヴィッツと「戦争論」』　（彩流社、2008年）
- （永末聡・塚本勝也）『戦略原論』（日本経済新聞出版社、2010年）
- （三宅正樹・新谷卓・中島浩貴）『ドイツ史と戦争―「軍事史」と「戦争史」』（彩流社、2011年）
- （庄司潤一郎）『地政学原論』（日本経済新聞出版、2020年）
- （立川京一・齋藤達志・岩上隆安）『ランド・パワー原論―古代ギリシアから21世紀の戦争まで』（日本経済新聞出版、2024年）

## 監訳
- ウィリアムソン・マーレー、マクレガー・ノックス、アルヴィン・バーンスタイン編

『戦略の形成――支配者、国家、戦争』（上・下、中央公論新社、 2007年／ちくま学芸文庫、2019年）
- マーチン・ファン・クレフェルト 『戦争文化論』（原書房（上・下）、2010年）
- マーチン・ファン・クレフェルト 『戦争の変遷』（原書房、2011年）
- アザー・ガット 『文明と戦争』（上・下、中央公論新社、2012年／中公文庫、2022年）、ほか多数

## 論文
- 「英国外交防衛政策を考察する視点」『新防衛論集』22巻3号（1995年）
- 「リデルハート――その軍事戦略と政治思想」『防衛研究所紀要』2巻3号(1999年)
- 「『軍事革命』の歴史について――『ナポレオン戦争』を中心に」『戦史研究年報』4号(2001年)
- 「戦争を考える――リデル・ハートと『欧米流の戦争方法』」『軍事史学』36巻4号(2001年)
- 「『シュリーフェン計画』論争をめぐる問題点」『戦史研究年報』9号（2006年）
- 「「日本流の戦争方法」――試論」『年報戦略研究』5号（2007年）
- 「総力戦の登場とその発展――戦争と社会の関係を中心に」『年報戦略研究』6号（2009年）